# Sauce Viejo (Argentine)
Sauce Viejo est une ville de la province de Santa Fe en Argentine, une des 23 provinces qui composent le pays. Elle est située au centre-est à environ 22 km de la capitale de la province, Santa Fe de la Vera Cruz et à 400 km au nord-ouest de la capitale Buenos Aires. La ville compte une population de 8 123 habitants, selon le recensement de 2010 de l'INDEC, ce qui représente une croissance de 87,96% par rapport aux 3 631 habitants  recensés en 2001.
La ville a été fondée le 12 décembre 1912 par une Loi Provinciale.

## Géographie
Le terrain autour de Sauce Viejo est très plat, le point culminant à proximité se situe à 29 mètres au-dessus du niveau de la mer, à 1,8 km au sud-est de Sauce Viejo. La ville la plus proche est Santo Tomé située à 13,8 km au nord-est de Sauce Viejo.
Autour de Sauce Viejo, la population est assez dense, avec 172 habitants au kilomètre carré.

## Climat
Le climat de la région est humide et subtropical. La température annuelle moyenne dans la région est de 18°C. Le mois le plus chaud est janvier avec une température moyenne de 24°C, et le plus froid est juillet, avec 10 °C. Les précipitations annuelles moyennes sont de 1 582 millimètres. Le mois le plus pluvieux est février, avec une moyenne de 216 mm de précipitations, et le plus sec est juin, avec 30 mm de précipitations.

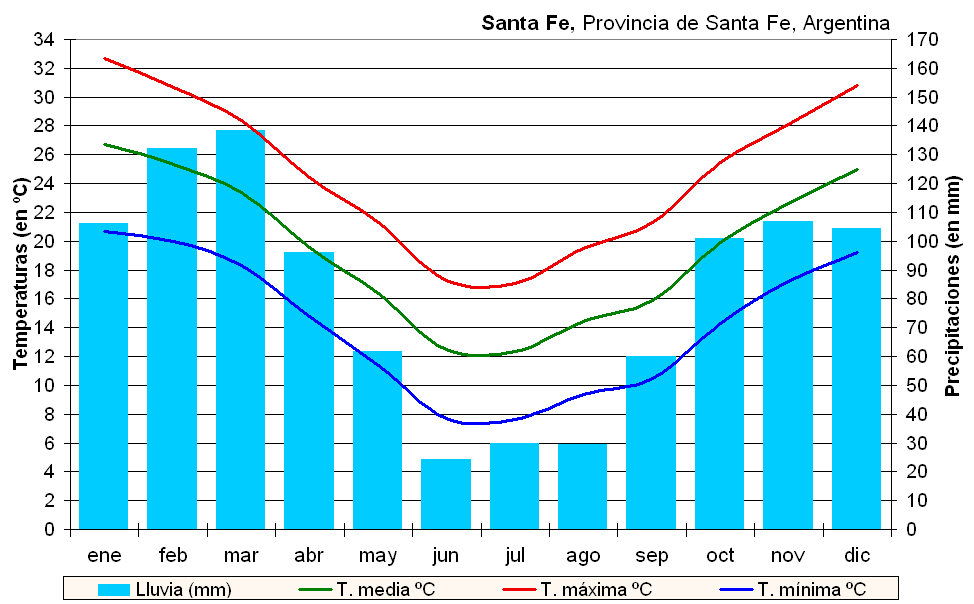
Climogramme de Santa Fe

## Économie
La ville de Sauce Viejo, comme la provincede Santa Fe, connaît un des plus forts développements économiques de l'Argentine. Sa richesse est essentiellement basée sur la transformation des produits agricoles.
- Agriculture : culture d'oléagineux : soja, tournesol et maïs. La province est la principale productrice de soja du pays. Le froment (blé tendre) et le sorgho sont aussi cultivés. La province de Santa Fe est réputée pour la culture des fraises.
- Élevage intensif de bovins.
- Industrie
  - agro-alimentaires : huileries, moulins à farine, abattoirs, laiteries :  produits laitiers, fromages et lait en poudre et miel,
  - transformation des métaux : métallurgie, sidérurgie, construction automobile, machines outils et agricoles.

Le secteur de la construction automobile occupe, depuis les années 1960, une place principale dans l'activité économique de la ville, ayant abrité et abritant encore des usines automobiles importantes. Au début, en 1959, il y a eu le projet d'IASFSA de construire une usine pour assembler, sous licence d'Auto Union GmbH, des voitures et utilitaires DKW. L'usine de Sauce Viejo a commencé à fonctionner en janvier 1962. En 1967, l'usine a été accusée de contrebande et d'évasion fiscale et, après une procédure judiciaire, IASFSA cesse définitivement ses activités en décembre 1969 après avoir produit 32 698 véhicules. L'usine a été rachetée par Fiat Concord en 1970 et reconditionnée pour la production de tracteurs agricoles et de chariots élévateurs puis, dans un deuxième temps, de camions lourds et de châssis d'autobus. IVECO Argentina construit depuis 1980 des camions dans une autre usine à Sauce Viejo.
- Tourisme : la province de Santa Fe est riche en sites touristiques (Lagune El Cristal, Parc national Islas de Santa Fe) et monuments historiques (Cathédrale de Santa Fe de 1649, Ruines de Cayastá, Monument national du drapeau à Rosario, Palais de Rosario).

## Aéroport de Sauce Viejo
Inauguré le 9 décembre 1955, il est la propriété du Gouvernement de la province de Santa Fe. Il est situé sur la commune de Sauce Viejo, à 17 km au sud-ouest de Santa Fe. C'est le 31e aéroport du pays avec un trafic passagers d'environ 100.000 voyageurs annuels. Il est classé en catégorie OACI 4C, son code est SSAV. Sa piste mesure 325 mètres de longueur, il peut donc accueillir des avions de type Boeing 737 ou Airbus A320.
Une seule destination, l'Aéroport Jorge-Newbery de Buenos Aires est desservie par les compagnies intérieures argentines : Aerolíneas Argentinas, Austral Líneas Aéreas et Flyest.